# Francofonia (revue)
Cet article concerne la revue. Pour le film, voir Francofonia.
 (mars 2023).
La mise en forme du texte ne suit pas les recommandations de Wikipédia : il faut le « wikifier ».
Les points d'amélioration suivants sont les cas les plus fréquents :
- Les titres sont pré-formatés par le logiciel. Ils ne sont ni en capitales, ni en gras.
- Le texte ne doit pas être écrit en capitales (les noms de famille non plus), ni en gras, ni en italique, ni en « petit »…
- Le gras n'est utilisé que pour surligner le titre de l'article dans l'introduction, une seule fois.
- L'italique est rarement utilisé : mots en langue étrangère, titres d'œuvres, noms de bateaux, etc.
- Les citations ne sont pas en italique mais en corps de texte normal. Elles sont entourées par des guillemets français : « et ».
- Les listes à puces sont à éviter, des paragraphes rédigés étant largement préférés. Les tableaux sont à réserver à la présentation de données structurées (résultats, etc.).
- Les appels de note de bas de page (petits chiffres en exposant, introduits par l'outil «  Source ») sont à placer entre la fin de phrase et le point final[comme ça].
- Les liens internes (vers d'autres articles de Wikipédia) sont à choisir avec parcimonie. Créez des liens vers des articles approfondissant le sujet. Les termes génériques sans rapport avec le sujet sont à éviter, ainsi que les répétitions de liens vers un même terme.
- Les liens externes sont à placer uniquement dans une section « Liens externes », à la fin de l'article. Ces liens sont à choisir avec parcimonie suivant les règles définies. Si un lien sert de source à l'article, son insertion dans le texte est à faire par les notes de bas de page.
- La présentation des références doit suivre les conventions bibliographiques. Il est recommandé d'utiliser les modèles {{Ouvrage}}, {{Chapitre}}, {{Article}}, {{Lien web}} et/ou {{Bibliographie}}. Le mode d'édition visuel peut mettre en forme automatiquement les références.
- Insérer une infobox (cadre d'informations à droite) n'est pas obligatoire pour parachever la mise en page.

Pour une aide détaillée, merci de consulter Aide:Wikification.
Si vous pensez que ces points ont été résolus, vous pouvez retirer ce bandeau et améliorer la mise en forme d'un autre article.
Francofonia est une revue universitaire semestrielle consacrée aux littératures — européennes et d'ailleurs — de langue française.
Sous-titrée Studi e ricerche sulle letterature di lingua francese (Études et recherches sur les littératures de langue française), Francofonia est une revue universitaire semestrielle, soumise à la révision des pairs (double blind peer review) et indexée sur les principales bases de données de publications scientifiques, notamment Scopus, Web of Science et ERIH PLUS entre autres.

## Description
La revue s'intéresse aux littératures — européennes et d'ailleurs — dont la langue française est le moyen d'expression. Elle rassemble des analyses textuelles, des recherches philologiques, historico-littéraires, linguistiques ou encore culturelles, en privilégiant la diversité des approches méthodologiques et en intégrant les apports de différentes disciplines. Francofonia publie des articles en français, italien et anglais strictement inédits. Depuis 2011, les articles sont publiés presque exclusivement en français.
Depuis sa création la revue a été principalement financée par l'Université de Bologne et par le Département LILEC (Langues, Littératures et Cultures Modernes) de la même université.
Francofonia est disponible sur un double support : en format papier, publiée par les éditions Leo S. Olschki, et en format numérique sur les plateformes Scopus, Torrossa et JSTOR (sur cette dernière, avec une barrière mobile de trois ans, c'est-à-dire que chaque numéro y est publié en version numérique trois ans après le volume papier).

## Histoire
Fondée en 1981 par le professeur Liano Petroni (1921-2006), Francofonia est « une des revues universitaires italiennes les plus anciennes parmi celles qui se consacrent aux études françaises, et sûrement la première qui ait ouvert ses sommaires de manière manifeste et programmatique, par un titre parlant, aux littératures francophones dites périphériques ». Son fondateur, Liano Petroni, était spécialiste de littérature française mais aussi de littératures francophones, en particulier québécoise et acadienne. L'ouverture vis-à-vis de toutes les littératures francophones, sans pour autant exclure la littérature produite en France, s'est confirmée avec les directeurs et directrices qui ont succédé à Liano Petroni : Adriano Marchetti a pris la direction de la revue à la fin des années 1990 ; Carminella Biondi lui a succédé en 2004, puis a dirigé la revue conjointement avec Daniela Gallingani, à partir de 2010. Maria Chiara Gnocchi a pris la succession de Carminella Biondi en 2013.
La revue avait été conçue aussi comme soutien et complément naturel d'un enseignement de Littératures francophones à l'Université de Bologne. Cet enseignement se trouva être chronologiquement le premier en Italie.
Francofonia a publié des articles sur les littératures francophones produites en Afrique subsaharienne, Belgique, Canada francophone, Caraïbes, France, Hongrie, Maghreb, Nouvelle-Calédonie, Suisse, etc. La liste de tous les articles publiés dans Francofonia, divisés par aire géographique de pertinence, est publiée sur le site de la revue.

## Directeurs, rédaction, comité scientifique

### Historique des directeurs et directrices
- Liano Petroni : 1981-1997
- Adriano Marchetti : 1998-2004
- Carminella Biondi : 2004-2010
- Carminella Biondi et Daniela Gallingani : 2010-2012
- Daniela Gallingani et Maria Chiara Gnocchi : 2013
- Maria Chiara Gnocchi : depuis 2013[13]

### Comité de rédaction
- Carminella Biondi, Giuseppina Brunetti, Carmelina Imbroscio, Romain Jalabert, Nadia Minerva, Patrizia Oppici, Alba Pessini, Elena Pessini, Jean-François Plamondon, Hugues Sheeren, Agnese Silvestri, Valeria Sperti, Ilaria Vitali, Franca Zanelli Quarantini, Bruna Conconi, Ilaria Vidotto, Thérèse Manconi.

### Comité scientifique actuel
- Silvia Albertazzi (Université de Bologne), Jacques Allard (Université du Québec à Montréal), Paul Aron (Université Libre de Bruxelles), Bruno Blanckeman (Université Sorbonne-Nouvelle), Pierre Brunel (Université Paris-Sorbonne), Beïda Chikhi (Université Paris-Sorbonne), Jacques Chevrier (Université Paris-Sorbonne), Ousmane Diakhaté (Université Cheikh Anta Diop), Lise Gauvin (Université de Montréal), Samia Kassab-Charfi (Université de Tunis), Jean-Marie Klinkenberg (Université de Liège), Maurice Lemire (Université Laval), Roger Little (Trinity College Dublin), Alain Mabanckou (Université de Californie à Los Angeles), Anna Paola Mossetto (Université de Turin), Lilian Pestre de Almeida (Université fédérale de Rio de Janeiro), Martin Rueff (Université de Genève), Jean-Yves Tadié (Université Paris-Sorbonne), Sergio Zoppi (Université de Turin).

## Numéros
Dans la première moitié de son existence, la revue n'a pas publié de numéros thématiques. Parfois, il est arrivé que plusieurs articles se groupent autour d'un thème ou d'un auteur, par exemple à l'occasion d'un anniversaire ou d'une commémoration. Il a fallu attendre l'automne 1999 pour trouver un véritable numéro thématique — intitulé Le Québec et la modernité —, une modalité devenue, depuis l'automne 2011, quasiment la norme. Pour cette raison, à partir du numéro 65, chaque numéro  possède non seulement un code ISSN mais également un ISBN.

### Numéros thématiques[15]
- no 83 : Francophonies hongroises au féminin : traversées littéraires et sociales (XIXe – XXe siècles), sous la direction de Guillaume Métayer, automne 2022
- no 82 : L'expression littéraire de la couleur. Perspectives historiques, configurations poétiques et stylistiques sous la direction de Davide Vago, printemps 2022
- no 81 : L'utopie sociale dans la littérature du XIXe siècle  sous la direction de Brigitte Diaz et Agnese Silvestri, automne 2021
- no 80 : Jean-Claude Charles, 1949-2008. La « voix fêlée, comme une hirondelle grippée », sous la direction de Yves Chemla et Alba Pessini, printemps 2021
- no 79 : Sainte-Beuve entre la littérature, la critique et l'histoire, sous la direction de Romain Jalabert et André Guyaux, automne 2020
- no 78 : Écrire avec les livres. Présences de la littérature française du passé dans les romans et récits contemporains, sous la direction de Silvia Disegni et Dominique Viart, printemps 2020
- no 77 :  60 ans après le Deuxième Congrès des Écrivains et Artistes Noirs (Rome, 1959): l'héritage, sous la direction de Bernard Mouralis et Nataša Raschi, automne 2019
- no 76 :  Les enjeux de la mémoire dans la littérature et les arts contemporains de la République démocratique du Congo, sous la direction d'Éloïse Brezault, printemps 2019
- no 75 : Simenon et l'Italie, sous la direction de Laurent Demoulin et Hugues Sheeren, automne 2018
- no 74 : Le concept de genre a-t-il changé les études littéraires ?, sous la direction de Christine Planté et Audrey Lasserre, printemps 2018
- no 73 : Le conte de fées français et sa transmission, sous la direction de Jean-Paul Sermain, automne 2017
- no 72 : Rimbaud le voyant ?, sous la direction de Yann Frémy, printemps 2017
- no 71 : Kalisky l'intempestif ? Relectures contemporaines d'une œuvre du , sous la direction d' Aurélia Kalisky et Agnese Silvestri, automne 2016
- no 70 : Francophonies barbares, sous la direction de Nicolas Hossard, printemps 2016
- no 69 : Variations françaises sur Les Milles et Une Nuit, sous la direction de Aboubakr Chraïbi et Ilaria Vitali, automne 2015
- no 68 : Nouveaux regards sur Dominique Rolin, sous la direction de Maria Chiara Gnocchi, printemps 2015
- no 67 : Poésie et institution au XIXe siècle, sous la direction de André Guyaux et Romain Jalabert, automne 2014
- no 66 : Émoi, émoi, émoi. Le discours autobiographique francophone comme espace conflictuel, sous la direction de Jean-François Plamondon, printemps 2014
- no 65 : Camus/Pasolini : deux écrivains « engagés », sous la direction de Silvia Disegni, automne 2013
- no 64 : Du côté de chez Swann 1913-2013, sous la direction de Mariolina Bertini et Patrizia Oppici, printemps 2013
- no 63 : Le frémissement de la lecture. Parcours littéraires d’Édouard Glissant, sous la direction de Carminella Biondi et Elena Pessini, automne 2012
- no 62 : Femmes voyelles. Écrivaines du Québec, sous la direction de Jean-François Plamondon, printemps 2012
- no 61 : Miroir des Antilles. Aimé Césaire, Maryse Condé, sous la direction de Catherine Maubon et Sara Tagliacozzo, automne 2011
- no 59 : Les manifestes littéraires au tournant du XXIe siècle, sous la direction de Ilaria Vitali, automne 2010
- no 58 : Exilées, expatriées, nomades…, sous la direction de Alessandro Corio et Ilaria Vitali, printemps 2010
- no 57 : Fragments critiques de littérature québécoise, sous la direction de Cristina Minelle et Lucie Picard, automne 2009
- no 54 : Attualità di "Madame Bovary" e delle "Fleurs du mal" a 150 dalla pubblicazione, sous la direction de Franca Zanelli Quarantini, printemps 2008
- no 53 : Les littératures réunionnaises, sous la direction de Valérie Magdelaine-Andrianjafitrimo et Françoise Sylvos, automne 2007
- no 52 : Dossier Anne Hébert, sous la direction d'Anne De Vaucher Gravili, printemps 2007
- no 50 : Écrire dans tous les français du monde, sous la direction de Carla Fratta et Elena Pessini, printemps 2006
- no 49 : Lectures et écritures haïtiennes, sous la direction de Alba Pessini et Elena Pessini, automne 2005
- no 48 : La littérature mauricienne de langue française, sous la direction de Kumari R. Issur, printemps 2005
- no 46 : Le letterature francofone in Italia, sous la direction de Maria Chiara Gnocchi, printemps 2004
- no 45 : Memoria, storia, romanzo. Intersezioni e forme della scrittura francese medioevale, sous la direction de Giuseppina Brunetti, automne 2003
- no 44 : Jules Verne. Mondes utopiques, mondes fantastiques, sous la direction de Carmelina Imbroscio et Nadia Minerva, printemps 2003
- no 42 : Henry Bauchau. Voix et vocation de l’écriture, sous la direction de Adriano Marchetti, printemps 2002
- no 41 : Max Loreau: la quête de l’imprévisible, sous la direction de Adriano Marchetti, automne 2001
- no 40 : Joe Bousquet: poète de l’inoubliable, sous la direction de Adriano Marchetti, printemps 2001
- no 39 : Le trébuchet des mots, automne 2000
- no 38 : Ragioni della poesia, printemps 2000
- no 37 : Le Québec et la modernité, sous la direction de Gilles Dupuis et Carla Fratta, printemps 1999

## Indexation
Francofonia est classée par l’Anvur (Agenzia Nazionale di Valutazione del Sistema Universitario e della Ricerca) dans la catégorie A pour les secteurs scientifiques et disciplinaires : 10/E1; 10/H1; 10/L1; 10/M1. La revue est indexée sur Scopus, Web of Science et ERIH PLUS aussi.
La revue est également présente dans de nombreux répertoires en papier et en ligne, dans des bases de données, des catalogues de bibliothèques, dont MLA, Otto Klapp, Répertoire du CIEF, Limag, Ent'revues (le site des revues culturelles), Ulrich's Periodicals Directory, ACNP, OPAC, SBN, Zeitschriftendatenbank, Sudoc.